# Битка код Гринвалда
Битка код Гринвалда или битка код Таненберга се одиграла 15. јула 1410. г. између Пољског краљевства, Великог Војводства Литваније и њихових савезника са једне и Витезова Тевтонског реда са друге стране. Била је то одлучујућа битка Пољско-Литванско – Тевтонског рата (1409 – 1411. г.). Тевтонски ред витезова је веома тешко поражен у бици и никада више није повратио некадашњи утицај.
Извештаји о исходу од стране ретких очевидаца су веома контрадикторни. Битка се одиграла у пољима између пољских села данас Гринвалд (пољ. Grunwald, литв. Žalgiris), Стребарк (пољ. Stębark, нем. Tannenberg) и Лодвигово (пољ. Łodwigowo, нем. Ludwigsdorf) што је у то доба била територија Тевтонског реда. Најближи већи град био је Дабровно (пољ. Dąbrówno, нем. Gilgenburg). Називи Жалгирис (од литванског žalia giria) и Гринвалд (од немачког grüner Wald) се оба могу превести као Зелена Шума. На старопољском је названо Zielone Pole – Зелено Поље, а на немачком, у старим текстовима Grunenfelde, Grunefeld. На немачком битка је названа Schlacht bei Tannenberg – битка код Таненберга, на литванском Žalgirio mūšis – битка код Жалгириса, на пољском Bitwa pod Grunwaldem – битка код Таненберга, на белоруском Гру́нвальдзкая бі́тва – битка код Гринвалда док на татарском Grünwald suğışı.

## Догађаји пред битку
У 13. веку Тевтонски витезови су били позвани у подручје око града Хелмно да помогну истребљење паганских Пруса. Ту су и остали под окриљем папског едикта који им је дозволио да делају по својој вољи. Убрзо формирају моћну базу у том региону, окупирајући обални регион Балтичког мора данашње Литваније, Летоније и Естоније и показујући тенденцију даљег ширења. Њихови упади на пољску територију у XIV веку омогућили су им контролу над важним градовима као што су Хелмно и Поморје. Да би унапредили ратне напоре против паганске Литванске државе, Тевтонски Витезови су предузели серију крсташких похода уз подршку других европских држава.
Унија из Крева се 1385. године придружила круни Пољске и Литваније, а каснији брак између Јогаиле, Великог Војводе од Литваније, и пољске краљице Јадвиге је требало да поврати равнотежу моћи; обе ове нације су биле више но свесне да само заједничким деловањем могу осујетити експанзионистичке планове Тевтонског реда. Јогаила је примио хришћанство и постао пољски краљ Владислав II Јагело, што је отклонило већи део разлога за антипаганске крсташке походе Тевтонских витезова.
Тевтонски Витезови су свеједно 1398. г. поново извршили упад на уједињену и углавном хришћанску државу Пољске и Литваније. У то време Пољаци и Литванци нису имали много избора осим да тихо трпе у јер још увек нису били војно спремни да се суоче са моћним витезовима.
Када су 6. августа 1408. г. Тевтонски Витезови под командом Великог Мајстора Улриха фон Јунгигена (нем. Ulrich von Jungingen) упали у пољску област Добрцин и заузели Бидгошч, пољски краљ Владислав Јагилео и велики литвански војвода Витолд одлучују да спрече даље ширење Тевтонских Витезова. У почетку долази само до пограничних сукоба које убрзо прекида вишемесечним примирјем.
1409. г. отпочела је побуна у Самогити (Samogitia), на тевтонској територији. Пољски краљ подржава Литванију и објављује да ће одржати своје обећање у случају да Тевтонци нападну Литванију. Ово бива искоришћено као изговор и 14. августа 1409. г. Велики Тевтонски Мајстор је објавио рат Пољско–литванској унији. Снаге Тевтонских витезова су у почетку упале у Велику Пољску и Кујавију, али су Пољаци одбили напад и повратили Бидгошћ, што је довело до потоњег примирја које је потрајало до 24. јуна 1410. г. Литванци и Пољаци су ово време искористили припремајући се за уклањање тевтонске претње једном заувек.
Тевтонски витезови су били свесни јачања пољско-литванских снага и очекивали су двоструки напад – Пољаке против Данцинга (пољ. Gdańsk) а Литванце против Самогите (Samogitia). Има индиција да су уједињене пољско-литванске снаге планирале да након тога крену ка Мариенбургу (пољ. Malbork, нем. Marienburg), седишту Великог Мајстора, претећи да поседе Реда пресеку на два дела. Да би одбио напад, Улрих фон Јунгиген је део својих снага сконцентрисао у Швецу (нем. Schwetz, пољ. Świecie), док је већи део снага сконцентрисао у замковима Рагнета (Рагаина), Рин (Ryn) и Мемел (Klaipėda). Пољаци и Литванци су наставили да прикривају своје намере организујући неколико упада дубоко у непријатељку територију. Улрих фон Јунгинген је затражио да се примирје продужи до 4. јула, не би ли омогућио плаћеницима из западне Европе да стигну. Ово је управо дало довољно времена пољско-литванским снагама да се групишу и ојачају.
30. јуна 1410. г. снаге Велике и Мале Пољске прешле су Вислу (пољ. Vistula) преко понтонског моста и придружиле су се снагама из Мазовије и Великог војводства Литваније. Јагиелове пољске снаге и Литванска војска његовог рођака Витаутаса „Великог“ (лит. Vytautas) – коме је Јагиело предао власт пре но што је ступио у брак са пољском краљицом – су се сусреле 2. јула 1410, а недељу дана касније крочиле су у територију Тевтонских Витезова, напредујући ка Мариенбургу тј. Малборку, чиме су потпуно изненадили Тевтонске витезове.
Улрих фон Јунгинген је повукао своје снаге из области Швеце и одлучио да организује одбрамбену линију на реци Дрвеца (пољ. Drwęca). Прелази преко реке били су утврђени са палисадама, а оближњи замкови ојачани. После састанка са ратним саветом, у коме је велики утицај имао Зиндрам од Машковица, веома активан и интелигентан ратник, краљ Владислав Јагиело је одлучио да заобиђе са истока и тако надмудри тевтонске снаге. Након тога планирао је да настави марш ка Мариенбургу кроз Солдау (нем. Soldau, пољ. Działdowo) и Гилгенбург (нем. Gilgenburg, пољ.Dąbrówno). 13. јула оба замка бивају освојена и тиме је пут ка Мариенбургу био потпуно отворен. На угрожени правац одмах је похитала војска Тевтонских Витезова са Великим Мајстором на челу.

## Супротстављене снаге
У рано јутро 15. јула 1410. г., обе војске су се сусреле на равницама око села Гринвалд, Таненберг и Лудвигово, распоређене у линију. Пољско – литванска војска је била постављена испред села Лудвигово и Стебарк (Таненберг). Лево крило су чиниле пољске снаге краља Владислава Јагиела и то углавном тешка коњица. Десно крило савезничких снага је чинила војска Великог Војводе Витаутаса, сачињено углавном од лаке коњице. Међу снагама десног крила могли су се уочити барјаци из целог Великог Војводства, као и татарски стрелци и вероватно молдавски плаћеници. Снаге Тевтонских Витезова су, углавном биле састављене од тешких потпуно оклопљених коњаника – витезова и нешто пешадије, као и стрелаца на коњима. Њихови стрелци, који би сјахивали за борбу пешке, нису могли да се мере са противничким лаким коњаницима. У својом редовима су имали и плаћенике из западне Европе, називане „гости Реда“.
Тешко је проценити тачан број војске са обе стране. Постоје само два поуздана извора која описују битку у потпуности. Најбоље очуван и најкомплетнији извор оставио је Јоанес Лонгинус (лат. Ioannes Longinus), али се у њему не помињу тачне бројке. Други је непотпун и сачуван само у фрагментима неког другог документа из XVI века. Убрзо након битке, децембра 1410. г., нови Велики Мајстор Тевтонског реда, Хајнрих фон Плауен (нем. Heinrich von Plauen), послао је писма владарима западно-европских држава, у којима је битку описао као „поход против злих пагана“. Ово гледиште су делили и многи други хроничари. Пошто је исход битке био продужење, модерним језиком речено, пропагандних кампања обе стране, многи страни аутори су често прецењивали пољско – литванске снаге у покушају да објасне драматични резултат.
У једној од пруских хроника се напомиње да су „снаге пољског краља биле толико бројне да не постоји број довољно велики у људском језику“. У једној од анонимних хроника из Либека (нем. Lübeck) пише да су Јагиелове снаге бројале око 1700000 војника, Витаутасове 2700000 – уз додатак великог броја Рутиеанаца, са још око 1500000 Татара.
Међу снагама које су наводно помагале пољско – литванску војску били су „Сарацени, Турци, пагани из Дамаска, Персије и других земаља“. Према Енгерану де Монстреле (фр. Enguerrand de Monstrelet) Тевтонски Витезови су бројали око 300000 док су њихови непријатељи под вођством краљева „Пољске, Литваније и Сарматије“ бројали око 600000. Андреј од Регензбурга преоцењује пољско – литванске снаге на око 1200000 наоружаних људи.
Новији историчари процењују супротстављене снаге на много мањи број. Пољски историчар Лудвик Коланковски (пољ. Ludwik Kolankowski) процењује пољско – литванску војску на 16000 до 18000 пољских коњаника, 6000 – 8000 литванских лаких коњаника, и око 13000 – 15000 тешких коњаника Тевтонских Витезова. Јержи Дабровски (пољ. Jerzy Dąbrowski) процењује укупну снагу савезника на 18000 пољских коњаника и 11000 Литванаца и Рутенијанца, и око 16000 војника на Тевтонској страни.
Без обзира на овакве процене већина модернијих историчара броји само коњицу. Поред 16000 коњаника, Тевтонски Витезови су бројали и око 9000 пешадинаца, стрелаца и војника наоружаних самострелима. И Тевтонски Витезови и снаге пољско-литванске уније су имале велике војне кампове – таборе и остале јединице, које су чиниле до 10% њиховог укупног састава.
Преглед снага:
| Историчар                | Пољска                | Литванија           | Остали | Тевтонски ред         |  |
| Либечке хронике          | 1700000               | 2700000             | /      | 1500000               |  |
| Enguerrand de Monstrelet | 600000                | /                   | /      | 300000                |  |
| Андреј од Регензбурга    | 1200000               | /                   | /      | /                     |  |
| Лудвик Коланковски       | 18000 тешких коњаника | 8000 лаких коњаника | /      | 15000 тешких коњаника |  |
| Јержи Дабровски          | 18000                 | 11000               | /      | 16000 + 3000 гостију  |  |
| Хенрик Ловмиански        | 12000 тешких коњаника | 7200 лаких коњаника | /      | 11000 тешких коњаника |  |
| Андрзеј Надолски         | 20000                 | 10000               | 1000   | /                     |  |
| ------------------------ | --------------------- | ------------------- | ------ | --------------------- |  |

Обе војске су биле организоване у одреде. Сваки одред тешке коњице Тевтонских Витезова је чинило отприлике 240 витезова на коњима са својим штитоношама и оружоношама. Сваки одред је носио свој барјак и борио се самостално. Литвански одреди су били обично слабији, састављени приближно од 180 лаких коњаника. Састав пешадијских јединица – копљаници, стрелци и самострелци – и артиљерије је непозната.
Снаге на обе стране су чиниле трупе које су долазиле из различитих земаља и крајева. Осим јединица које су дошле из Пољске, Великог Војводства Литваније и Тевтонског Реда, било је и плаћеника из западне Европе – највише из Алзаса, Лорене, немачких земаља, Моравске, Чешке и вероватно Молдавије. Совјетски историчари су покушавали да пренагласе руску улогу у бици. Нпр., укључили су неке литванске одреде, као што је Смоленск, у руске снаге. Такође су изменили опис тока битке како би изгледало да је руска подршка била одлучујућа. У ствари, постојала је и шала да су „битку против фашистичких Тевтонаца добиле заједничке пољско-совјетске снаге“ – велики део територије Великог Војводства је у XX веку био део Совјетског Савеза.
Главни заповедник уједињених пољско-литванских снага био је пољски краљ Владислав Јагиело, док су пољске снаге биле под командом крунског маршала Збигњева од Брзезије, а литванске под Великим Војводом Витаутасом. Доскора се веровало да је Зиндарм од Машковица био главнокомандујући уједињених снага, али то је било засновано на погрешном преводу описа битке Јоанеса Лонгинуса. Тевтонским снагама је директно командовао Велики Мајстор Улрих фон Јунгинген.

## Ток битке
Супротстављене војске су се распоредиле у формацију линије у зору. Пољаци и Литванци су се поставили у три степена. Пољаци на левом а Литванци на десном крилу. Тевтонски Витезови су стали у два реда, но други ред, тј. резерва, био је широк само онолико колико и пољски фронт. Међу Пољацима је било више тешких оклопника него код Литванаца, па су Тевтонци због њихове веће продорности повећали дубину. Пред фронт су обе стране ставиле стрелце, а и дан-данас се историчаре споре да ли су Тевтонски Витезови имали и неколико топова. Пешадију су обе стране оставиле у логорима.
Топови Тевтонског Реда су испалили две салве у току постројавања но изгледа без резултата. Око поднева је отпочела битка дејством самострела и других бацача – стрела и копаља као и свеопштим јуришом снага под командом Великог Војводе Витаутаса на лево крило Тевтонских снага у близини Таненберга, односно Стебарка. Литванску коњицу је подржала коњица неколико пољских одреда на десном крилу. Отпочео је жесток сукоб када је тешка коњица Тевтонских Витезова извршила контранапад на оба крила. После више од сат времена литванска лака коњица је почела да се слама и повлачи, али се убрзо повлачење претворило у бег према мочварама и шумама. Само су три одреда из Смоленска под командом Семена Лингвена, сина Алгирдосовог и брата Витаутаса и Јагиела, остала на десном крилу. Један од њих је био потпуно уништен, док су преостала два добила подршку пољске коњице и пробила се кроз непријатељске редове до пољских позиција.
Тешка коњица Тевтонских Витезова је отпочела неорганизовану потеру за Литванцима и ушла у мочваре, где је Витаутас започео са реорганизацијом својих снага. Истовремено, одигравала се жестока борба на десном крилу пољске војске. Током неколико часова масовне битке, тевтонска коњица је почела да напредује. Длугош, такође један од главних извора за реконструкцију ове битке, сматра да је Велики Мајстор имао намеру да набаци Литванце на Пољаке, али тада би свакако имао тежиште на свом левом крилу. У том случају Тевтонски Витезови не би похитали за Литванцима, као што су учинили. Јоанес Лонгинус, пак, саопштава да је лично Велики Мајстор Улрих фон Јунгиген предводио напад коњице на најјачу пољску јединицу – одред Земље Краков (пољ. Kraków). Први редови пољске војске, састављене претежно од чешких и моравских најамника, су почели да се колебају а и барјак одреда је оборен и заробљен. Но, убрзо бива повраћен ангажовањем пољских витезова-феудалаца из другог реда, а краљ Владислав Јагиело наређује улазак у борбу већег дела резерви. Улазак свежих снага у борбу омогућава Пољацима да одбију непријатељски напад а снаге Великог Мајстора Улриха фон Јунгингена бивају потиснуте. За то време његове резерве су још увек биле заузете гоњењем раштркане литванске коњице. При повратку на бојиште, њихову главнину са бока напада трећи борбени ред Пољака, те тиме дефинитивно бива онемогућен здружени јуриш Тевтонских Витезова, а њихов први ред почиње да се повлачи. Повлачење првог реда бива заустављено тек повратком у борбу свих снага које су гониле Литванце.
Након вишечасовне борбе, Велики Мајстор, Улрих фон Јунгинген одлучује да се придружи својим снагама на првој линији у самом центру, које су већ до тада биле бројчано надјачане пољским витезовима и напредујућом пољском пешадијом, која је изненада почела да се слива ка бојном пољу из оближњих шума. Он лично је предводио напад 16 одреда – стегова – тешке коњице који су да тада биле неангажовани, у резерви, вероватно намеравајући да удари и десни бок напредујућих пољских снага. Према Длугошу, Велики Мајстор се изненада, са тих 16 одреда, зауставио потпуно неодлучан на пола пута. Немогуће је из осталих извора установити да ли је било заиста тако, али предстојећи описи догађаја, бар донекле, иду у прилог његовој тврдњи.
У међувремену, Владислав Јагиело је успео да прикупи и консолидује Чехе и Моравце, убаци све преостале резерве у борбу, и тако потпомогне своје већ прилично уморне снаге. Ускоро је и Велики Војвода Витаутас успео да реорганизује део својих снага, да се врати на бојно поље и упусти се у жестоку битку. Упркос жестоко пруженом отпору, 16 одреда Великог Мајстора бива опкољено – Чеси и Моравци здесна, Пољаци фронтално, а Литванци и њихови савезници ударају у леви бок – и почиње да трпи велике губитке, укључујући и Великог Мајстора, кога су, ако није одмах подлегао ударцима, докрајчили пољски сељаци. Видевши погибију Великог Мајстора, остатак Тевтонских снага је започео повлачење према свом логору. Део јединица се повукао у шуме где их је прогонила пољска и литванска коњица, док се остатак повукао у логор близу села Гринвалд користећи тактику „табора“: логор је био окружен колима која су међусобно била повезана ланцима услед чега је могао бити коришћен као покретно утврђење. И поред тога одбрана је било брзо пробијена а логор је био опустошен. Судећи према анонимном аутору „Хроника сукоба Ладислава Краља Пољске са Тевтонцима Лета Господњег 1410“, више лешева је нађено у и око логора него на попришту. Потера за одбеглом тевтонском коњицом је потрајала све до сумрака.
Упркос технолошкој надмоћи Тевтонских Витезова, поготову ако се има у виду претпоставка да је ово била прва битка у овом делу Европе у којој је коришћена пољска артиљерија, ипак се показало да је бројност и тактичка надмоћ пољско-литванског савеза била одлучујућа за крајњи исход.
Јан Жишка од Троцнова је изгубио око у овој бици.

## Након битке
Пораз Тевтонског реда је далеко одјекнуо. Према Андреју Надолском (пољ. Andrzej Nadolski) око 8000 тевтонских војника је погинуло, а око 14000 је заробљено. Већина од око 250 припадника Реда је било убијено, укључујући већину заповедника. Поред Улриха фон Јунгингена, пољске и литванске снаге су убиле и Великог Маршала Фридриха фон Валенродеа (нем. Friedrich von Wallenrode), Великог Комтура Куна фон Лихтенштајна (нем. Kuno von Lichtenstein) и Албрехта фон Шварцбурга (нем. Albrecht von Schwartzburg), Великог Благајника Томаса фон Мерхајма (нем. Thomas von Merheim). Бранденбуршки комтур Марквард фон Салцбах (нем. Markward von Salzbach) и заповедника Самбије Шаумбург (нем. Schaumburg) су били погубљени након битке по Витаутасовом наређењу. Једини виши званичник који је успео да побегне након битке био је Велики Мајстор Витезова Хоспиталаца и комтур Елбинга Вернер фон Тетингер (нем. Werner von Tettinger). Такав покољ витезова и племића није био уобичајен у средњовековној Европи. До тога је дошло, углавном, због учешћа сељаштва које се прикључивало каснијим фазама битке, учествујући у уништавању опкољених тевтонских трупа. За разлику од племића, сељаци нису добијали никакву награду за заробљенике, те стога нису ни имали интереса да непријатеља заробљавају. Међу заробљенима нашли су се и Казимир V (пољ. Kasimir), војвода од Штетина (нем Stettin, пољ. Szczecin) и Конрад „Бели“, војвода Оела (пољ. Oleśnica).
По окончању битке пољска и литванска војска су остале на бојишту три дана. Сви угледни заповедници су били покопани у засебне гробове, док је тело Улриха фон Јунгингена било умотано у „краљевски плашт“ и пренето у Мариенбург. Остали погинули су сахрањени у неколико заједничких гробница. Постоје различита мишљења о томе зашто је Владислав Јагиело одлучио да чека толико дуго, али нажалост свако је само на нивоу нагађања.
Након три дана пољско-литванске снаге су кренуле на Мариенбург, опселе замак, али и та три дана су била довољна да Тевтонски Витезови организују одбрану. Након неколико недеља опсаде Велики Војвода Литваније се повукао из рата чиме је постало јасно да опсада неће имати успеха. Племићи Доње Пољске су такође хтели да прекину рат пре жетве и опсада је била окончана.
Током и након битке, пољска и литванска војска су заробиле неколико хиљада војника. Већина плаћеника је пуштена убрзо након битке под условом да се врате у Краков 29. септембра 1410. г. Након тога, пољски краљ је задржао у притвору већину виших чланова Тевтонског Реда, док се мањи део вратио у Пруску да моли заповеднике Тевтонског Реда за плаћање откупнине и њихово ослобађање. Ово је прилично исцрпело ризницу Тевтонских Витезова јер је просечна откупнина за витеза била веома висока. Нпр., један од плаћеника, по имену Холбрахт фон Лојм (нем. Holbracht von Loym) је морао да плати 60 пута по 150 прашких гроша, што износи безмало 300 килограма чистог сребра, износ који је неуобичајен чак и у модернијим временима. Са пораженом војском, чији остаци су се састојали углавном од лоше плаћених најамника, Хајнрих фон Плауен, наследник Улриха фон Јунгингена, није имао много изгледа да настави борбу, нарочито што су се многи тевтонски градови, готово одмах након битке заклели на верност краљу Пољске. Због тога су након гушења побуне грађана и враћања града Данцига у оквире Пруске, отпочели мировни преговори.
Торуњским миром (нем. Thorn, пољ. Toruń ) који је био закљученим као резултат битке код Гринвалда, Пољска је прикључила Добринерску област (пољ. Dobrzyń), а Литванија је повратила Самогиту. Ово се може сматрати и дипломатским поразом Пољске и Литваније, јер су оне првобитно намеравале да распарчају државу Тевтонског Реда. И поред тога што Пољаци и Литванци нису били способни да војну победу претворе политички добитак, индиректни резултати су били много гори по Тевтонске Витезове. После масакра њихових трупа Тевтонским Витезовима је остало мало снага за одбрану преосталих територија. Велики Мајстори од тада морају да се ослањају на најамничке трупе које су се показале прескупим по ризницу Тевтонаца. Иако је Хајнрих фон Плауен, наследник Улриха фон Јунгингена успео да сачува државу од потпуне пропасти, противници његовог избора међу побуњеним грађанима, витезовима и унутар самог реда, су довели до његовог свргавања, 1413. г.
Напослетку, унутрашњи сукоби међу Тевтонским Витезовима као и сталан раст пореза довели су до устанка Пруске Конфедерације градова 1454. г. Након ове побуне моћ Тевтонских Витезова је почела да све више слаби и Ред се никада није опоравио. Овај пропадање је произвело читав низ сукоба који ће кулминирати Тридесетогодишњим ратом у коме ће дефинитивно пропасти држава „Победничког реда“.